# 司馬令姫
司馬 令姫（しば れいき、生没年不詳）は、北周の静帝の皇后。本貫は河内郡温県。

## 経歴
司馬消難の娘として生まれた。
579年7月、正陽宮に入って皇后に立てられた。580年9月、司馬消難が南朝陳に亡命したため、楊堅の発議により、司馬令姫は皇后位を廃され庶人に落とされた。後に隋の司州刺史李丹の妻となった。唐の貞観年間には、なお存命していた。

## 伝記資料
- 『周書』巻9 列伝第1 皇后
- 『北史』巻14 列伝第2 后妃下